# Per-Gunnar Andersson
Per-Gunnar Andersson (ur. 10 marca 1980 w Årjäng) – szwedzki kierowca rajdowy. W swojej karierze dwukrotnie był mistrzem świata w Junior WRC.
W 1999 roku Andersson zaliczył swój debiut w rajdach. W 2002 roku zadebiutował w Rajdowych Mistrzostwach Świata. Pilotowany przez Jonasa Anderssona i jadący Renault Clio RS zajął wówczas 43. miejsce w Rajdzie Szwecji. W 2004 roku zaczął rywalizować w klasyfikacji Junior WRC jadąc samochodem Suzuki Ignis S1600. W JWRC wygrał Rajd Turcji, Rajd Finlandii i Rajd Sardynii, dzięki czemu zwyciężył w klasyfikacji generalnej Junior WRC. W 2005 roku był 6. w JWRC, a w 2006 roku - 3. Z kolei w 2007 roku dzięki wygranym w: Rajdzie Norwegii, Rajdzie Portugalii i Rajdzie Katalonii ponownie zajął 1. miejsce w klasyfikacji generalnej Junior WRC. W 2008 roku został członkiem zespołu Suzuki World Rally Team i zaliczył pełny cykl występów fabrycznym samochodem Suzuki SX4 WRC. Zdobył 12 punktów w sezonie. Punktował w: Rajdzie Monte Carlo (8. miejsce), Nowej Zelandii (6. miejsce), Japonii (5. miejsce) i Wielkiej Brytanii (5. miejsce). W 2010 roku startuje w Mistrzostwach Świata samochodem Škoda Fabia S2000.
W swojej karierze Andersson osiągał też sukcesy w Szwecji. W 2003 roku jadąc Renault Clio S1600 wywalczył mistrzostwo Szwecji w grupie A.

## Występy w mistrzostwach świata
| Sezon | Zespół                  | Samochód                               | 1        | 2       | 3          | 4             | 5             | 6         | 7      | 8         | 9         | 10        | 11            | 12              | 13              | 14              | 15            | 16              | Punkty | Miejsce |
| ----- | ----------------------- | -------------------------------------- | -------- | ------- | ---------- | ------------- | ------------- | --------- | ------ | --------- | --------- | --------- | ------------- | --------------- | --------------- | --------------- | ------------- | --------------- | ------ | ------- |
| 2002  | Per-Gunnar Andersson    | Renault Clio RS                        | Monako   | 43      | Francja    | Hiszpania     | Cypr          | Argentyna | Grecja | Kenia     | Finlandia | Niemcy    | Włochy        | Nowa Zelandia   | Australia       | Wielka Brytania |               |                 | 0      | -       |
| 2003  | Per-Gunnar Andersson    | Renault Clio S1600                     | Monako   | Szwecja | Turcja     | Nowa Zelandia | Argentyna     | Grecja    | Cypr   | Niemcy    | NU        | Australia | 19            | Francja         | NU              | NU              |               |                 | 0      | -       |
| 2004  | Per-Gunnar Andersson    | Suzuki Ignis S1600                     | 19       | Szwecja | Meksyk     | Nowa Zelandia | Cypr          | NU        | 11     | Argentyna | 16        | Niemcy    | NU            | NU              | 9               | Francja         | 16            | Australia       | 0      | -       |
| 2004  | Per-Gunnar Andersson    | Mitsubishi Lancer Evo 7                | Monako   | 25      | Meksyk     | Nowa Zelandia | Cypr          | Grecja    | Turcja | Argentyna | Finlandia | Niemcy    | Japonia       | Wielka Brytania | Włochy          | Francja         | Hiszpania     | Australia       | 0      | -       |
| 2005  | Per-Gunnar Andersson    | Suzuki Ignis S1600                     | 18       | 18      | 14         | 17            | 22            | 33        | 19     | 15        | Argentyna | Finlandia | Niemcy        | Wielka Brytania | Japonia         | Francja         | Hiszpania     | Australia       | 0      | -       |
| 2005  | Per-Gunnar Andersson    | Suzuki Swift S1600                     | Monako   | Szwecja | Meksyk     | Nowa Zelandia | Włochy        | Cypr      | Turcja | Grecja    | Argentyna | NU        | 16            | 22              | 22              | Francja         | NU            | Australia       | 0      | -       |
| 2006  | Per-Gunnar Andersson    | Suzuki Swift S1600                     | Monako   | 19      | Meksyk     | Hiszpania     | Francja       | 34        | 21     | Grecja    | Niemcy    | 18        | Japonia       | Cypr            | DK              | Australia       | Nowa Zelandia | NU              | 0      | -       |
| 2007  | Suzuki Sports Europe    | Suzuki Swift S1600                     | Monako   | Szwecja | 18         | Meksyk        | 14            | Argentyna | 14     | Grecja    | Finlandia | Niemcy    | Nowa Zelandia | 15              | 20              | Japonia         | Irlandia      | Wielka Brytania | 0      | -       |
| 2008  | Suzuki World Rally Team | Suzuki SX4 WRC                         | 8        | NU      | NU         | 24            | NU            | 9         | 11     | NU        | NU        | 15        | 6             | 32              | 17              | 5               | 5             |                 | 12     | 12.     |
| 2009  | Per-Gunnar Andersson    | Škoda Fabia WRC                        | Irlandia | NU      | Cypr       | Portugalia    | Argentyna     | Włochy    | Grecja | Polska    | Finlandia | Australia | Hiszpania     | Wielka Brytania |                 |                 |               |                 | 0      | -       |
| 2010  | Per-Gunnar Andersson    | Škoda Fabia S2000 Ford Focus RS WRC 08 | 10       | Meksyk  | 16         | Turcja        | Nowa Zelandia | 16        | 7      | 10        | 13        | Japonia   | Francja       | Hiszpania       | Wielka Brytania |                 |               |                 | 8      | 13.     |
| 2011  | Per-Gunnar Andersson    | Ford Fiesta RS WRC                     | 7        | Meksyk  | Portugalia | Jordania      | 15            | Argentyna | Grecja | 15        | Niemcy    | 24        | Francja       | Hiszpania       | Wielka Brytania |                 |               |                 | 6      | 20.     |
| 2012  | Proton Motorsport       | Proton Satria Neo S2000                | NU       | 14      | Meksyk     | Portugalia    | Argentyna     | Grecja    | 23     | 11        | Niemcy    | 24        | 24            | Włochy          | 8               |                 |               |                 | 4      | 28.     |
| 2013  | Per-Gunnar Andersson    | Ford Fiesta S2000 Ford Fiesta RS WRC   | Monako   | Szwecja | Meksyk     | NU            | Argentyna     | Grecja    | 13     | 8         | NU        | Australia | Francja       | Hiszpania       | Wielka Brytania |                 |               |                 | 4      | 23.     |

### Starty w JWRC
| Sezon | Zespół               | Samochód                              | 1     | 2      | 3     | 4     | 5      | 6     | 7     | 8      | 9      | Punkty | Miejsce |
| ----- | -------------------- | ------------------------------------- | ----- | ------ | ----- | ----- | ------ | ----- | ----- | ------ | ------ | ------ | ------- |
| 2004  | Per-Gunnar Andersson | Suzuki Ignis S1600                    | MCO 8 | GRE NU | TUR 1 | FIN 1 | GBR NU | ITA 1 | ESP 2 |        |        | 39     | 1.      |
| 2005  | Per-Gunnar Andersson | Suzuki Ignis S1600 Suzuki Swift S1600 | MCO 6 | MEX 2  | ITA 5 | GRE 1 | FIN NU | DEU 4 | FRA   | ESP NU |        | 30     | 6.      |
| 2006  | Per-Gunnar Andersson | Suzuki Swift S1600                    | SWE 1 | ESP    | FRA   | ARG 3 | ITA 4  | DEU   | FIN 2 | TUR DK | GBR NU | 29     | 3.      |
| 2007  | Suzuki Sports Europe | Suzuki Swift S1600                    | NOR 1 | POR 1  | ITA 2 | FIN   | DEU    | ESP 1 | FRA 4 |        |        | 43     | 1.      |

### Starty w SWRC
| Sezon | Zespół               | Samochód                | 1      | 2     | 3     | 4     | 5     | 6     | 7     | 8     | 9   | 10  | Punkty | Miejsce |
| ----- | -------------------- | ----------------------- | ------ | ----- | ----- | ----- | ----- | ----- | ----- | ----- | --- | --- | ------ | ------- |
| 2010  | Per-Gunnar Andersson | Škoda Fabia S2000       | SWE 1  | MEX   | JOR 3 | NZL   | POR 5 | FIN 2 | DEU 3 | JPN   | FRA | GBR | 25     | 9.      |
| 2012  | Proton Motorsport    | Proton Satria Neo S2000 | MCO NU | SWE 1 | POR   | NZL 2 | FIN 1 | GBR 6 | FRA 3 | ESP 2 |     |     | 109    | 2.      |